# Angelika Schafferer
Angelika Schafferer (Rinn, 27 de enero de 1948) es una deportista austríaca que compitió en luge. Ganó una medalla de bronce en el Campeonato Mundial de Luge de 1978, en la prueba individual.

## Palmarés internacional
| Campeonato Mundial | Campeonato Mundial | Campeonato Mundial | Campeonato Mundial |
| Año                | Lugar              | Medalla            | Prueba             |
| ------------------ | ------------------ | ------------------ | ------------------ |
| 1978               | Imst (Austria)     | Medalla de bronce  | Individual         |